# SN 2007kt
SN 2007kt – supernowa typu Ia odkryta 15 września 2007 roku w galaktyce A015023+0110. W momencie odkrycia miała maksymalną jasność 21,20m.